# Vindey
Vindey ist eine französische Gemeinde mit 106 Einwohnern (Stand: 1. Januar 2022) im Département Marne in der Region Grand Est (vor 2016 Champagne-Ardenne). Sie gehört zum Arrondissement Épernay und zum Kanton Sézanne-Brie et Champagne. Die Einwohner werden Vindotiers genannt.

## Geografie
Vindey liegt etwa 95 Kilometer östlich des Pariser Stadtzentrums. Umgeben wird Vindey von den Nachbargemeinden Sézanne im Norden, Chichey im Osten und Südosten, Saudoy im Süden, Le Meix-Saint-Epoing im Westen sowie Mœurs-Verdey im Nordwesten.

## Bevölkerungsentwicklung
| Jahr                       | 1962 | 1968 | 1975 | 1982 | 1990 | 1999 | 2006 | 2011 | 2018 |
| -------------------------- | ---- | ---- | ---- | ---- | ---- | ---- | ---- | ---- | ---- |
| Einwohner                  | 183  | 162  | 164  | 152  | 157  | 123  | 128  | 128  | 111  |
| Quellen: Cassini und INSEE |      |      |      |      |      |      |      |      |      |

## Sehenswürdigkeiten

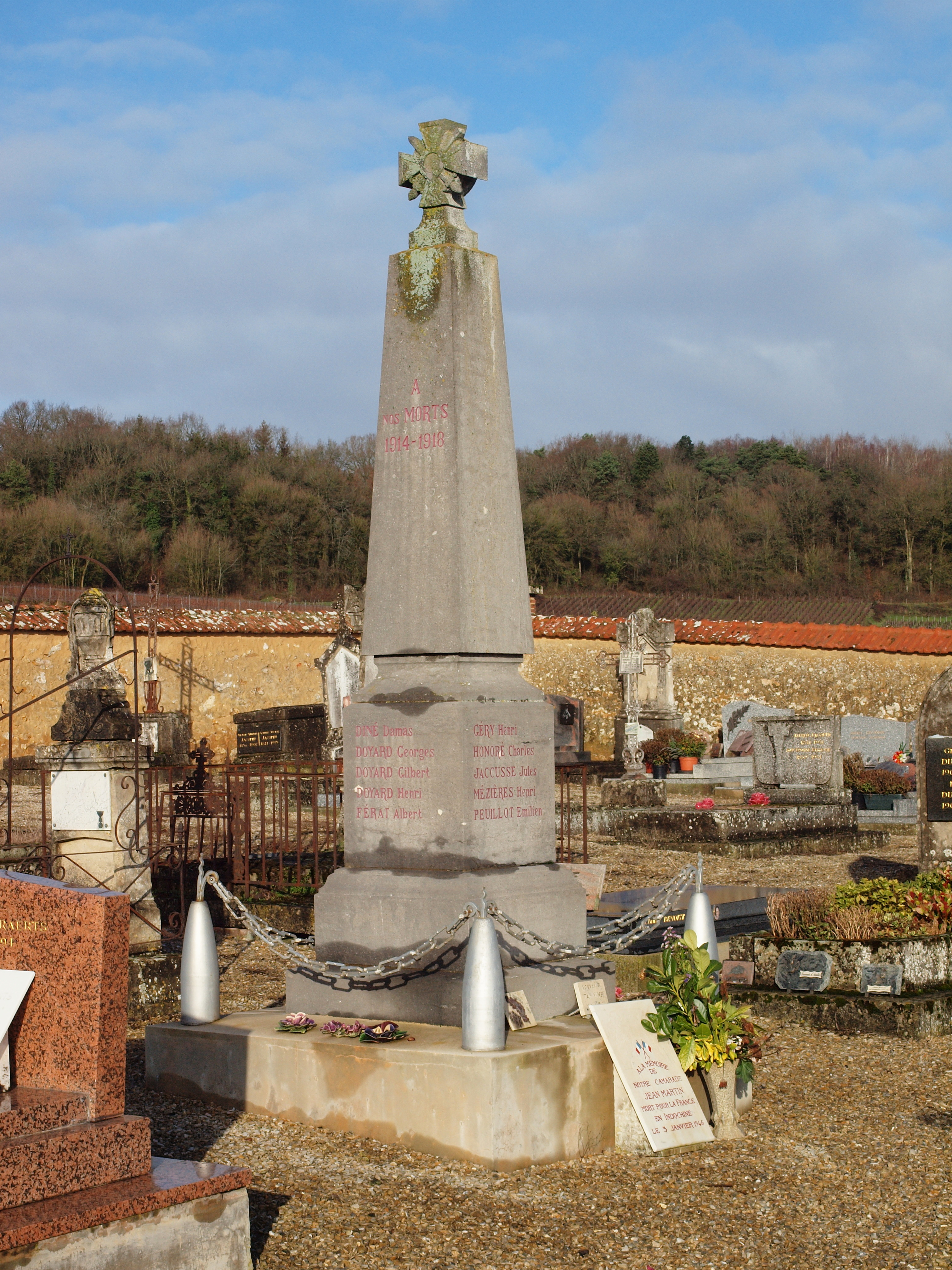
Gefallenendenkmal

- Kirche Saint-Médard
- Schloss Vindey von 1811
- Gefallenendenkmal

## Persönlichkeiten
- Robert Duterque (1907–1945), Widerstandskämpfer, Gewerkschafter